# Monumenta musicae Belgicae
Monumenta musicae Belgicae ist eine Reihe von historischen Werken der Musik, die seit 1932 von der Vereniging voor Muziekgeschiedenis te Antwerpen und dem Seminarie voor Muziekwetenschap, Universiteit te Leuven, in Antwerpen herausgegeben wird.

## Werke in der Reihe
1. John Loeillet (1680–1730): Werken voor clavecimbel. 1932.
2. Abraham van den Kerckhoven (um 1618–1701): Werken voor orgel. 1933.
3. Joseph-Hector Fiocco (1703–1741): Pièces de clavecin, Bd. 1. 1976.
4. Charles Guillet († 1654), Jean de Macque (um 1550–1614), Charles Luython (1557–1620): werken voor orgel of voor vier speeltuigen. 1938.
5. Josse Boutmy (1697–1779): Werken voor klavecimbel,  Bd. 1. 1943.
6. Dieudonné Raick (1703–1764), Charles-Joseph van Helmont (1715–1790): Werken voor orgel enof voor clavecimbel. 1948.
7. Gerhardus Havingha (1696–1753): Werken voor clavecimbel. Suites, harpsichord, op. 1. Selections. 1951.
8. Pierre de la Rue († 1518): [Drie Missen]. 1960.
9. René Bernard Lenaerts (1902–1992, Hrsg.): Nederlandse polyfonie uit Spaanse bronnen. 1963.

- Henri Dumont (1610–1684): Motets à voix seule, pièces instrumentales. 1976.
- Gilles Binchois (1400–1460): Vocal music. Selections. 1979.
- Heinrich Isaac (um 1450–1517): Orgelwerk. Organ music. 1973.
- Emmanuel Adriaenssen (um 1550–1604): Luitmuziek. Een keuze van fantasieën, dansen, liederen, en madrigalen uit „Pratum musicum“ (1584), „Monum pratum“ (1592), en „Pratum musicum II“ (1600). 1966.
- Henricus Beauvarlet († 1623): Masses. 1. Missa Mon cœur se recommande à vous, 5 vocum. 2. Missa Sù sù sù non più dormir, 6 vocum. 3. Missa Sublevatis beata Walburgis, 6 vocum. 4. Missa Dum Aurora finem daret, 8 vocum. 1974.
- Joseph-Hector Fiocco (1703–1741): Werken voor clavecimbel. 1936.
- Willem de Fesch (1687–1761): VIII concerto's [sic] in seven parts. Opus X, Concertos, op. 10. 1981.
- André-Ernest-Modeste Grétry (1741–1813): Lucile. 1975.
- Philippe de Monte (1521–1603): Missa Mon coeur se recommande à vous, à 5 voix. Missa quaternis vocibus. Missa Mon coeur se recommande à vous. 1974.
- Alarius Ensemble (1954–1972): Le baroque flamand au siècle de Rubens. La Renaissance en Flandre du temps de Breughel. 1970.
- Pieter van Maldere (1729–1768): Six sonates pour deux violons et clavier. Trio sonatas, violins (2), continuo. 1984.